# Olympische Winterspiele 2006/Eisschnelllauf
Bei den XX. Olympischen Winterspielen 2006 in Turin fanden zwölf Wettbewerbe im Eisschnelllauf statt. Austragungsort war das Oval Lingotto. Zum ersten Mal auf dem Programm stand die Teamverfolgung für Frauen und Männer.

## Bilanz

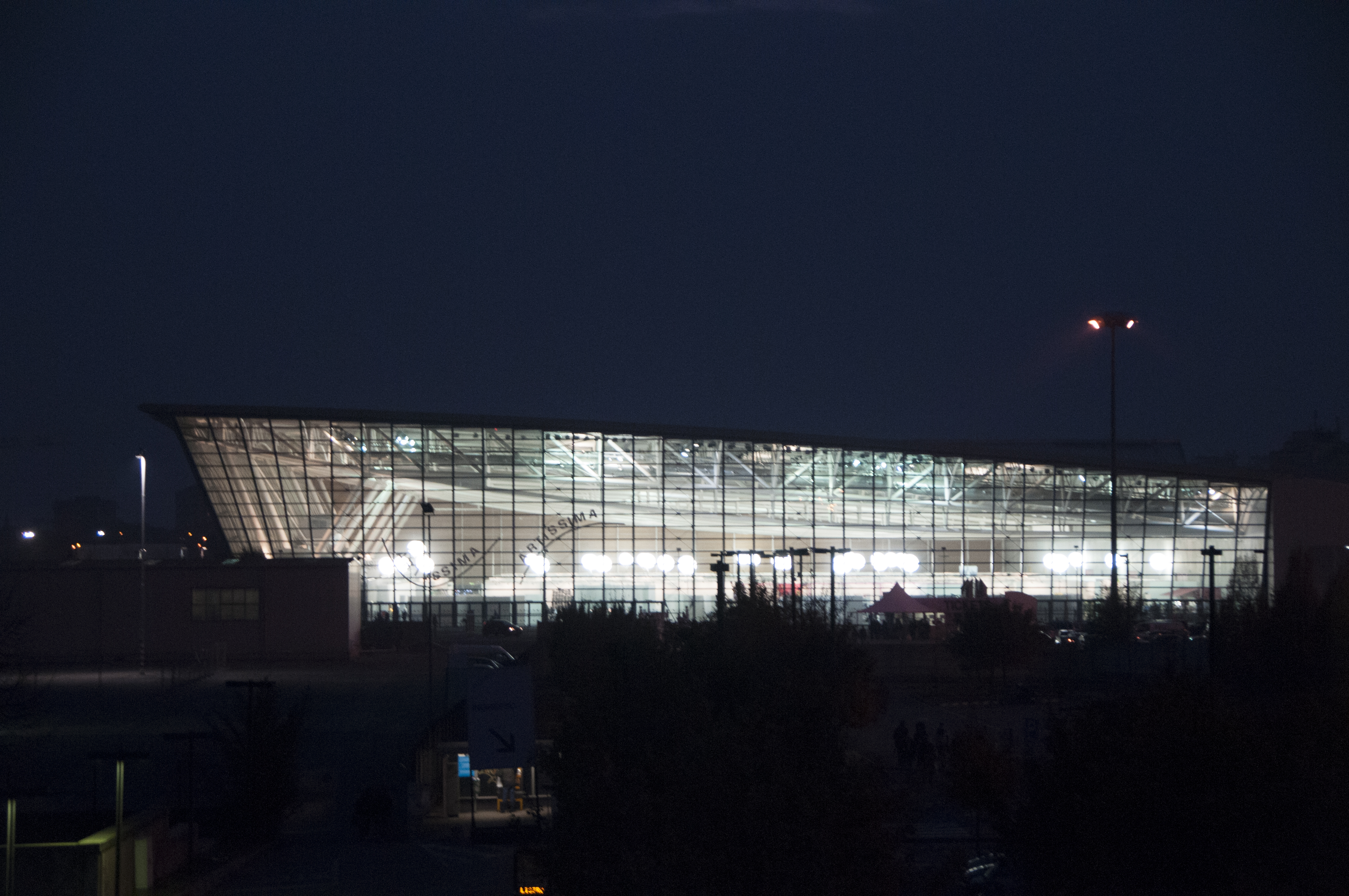
Oval Lingotto

### Medaillenspiegel
| Platz | Land                | Gold | Silber | Bronze | Gesamt |
| ----- | ------------------- | ---- | ------ | ------ | ------ |
| 1     | Vereinigte Staaten  | 3    | 3      | 1      | 7      |
| 2     | Niederlande         | 3    | 2      | 4      | 9      |
| 3     | Kanada              | 2    | 4      | 2      | 8      |
| 4     | Italien             | 2    | –      | 1      | 3      |
| 5     | Deutschland         | 1    | 1      | 1      | 3      |
| 5     | Russland            | 1    | 1      | 1      | 3      |
| 7     | Volksrepublik China | –    | 1      | 1      | 2      |
| 8     | Südkorea            | –    | –      | 1      | 1      |

### Medaillengewinner
| Konkurrenz     | Gold                                                               | Silber                                                                 | Bronze                                                                |
| -------------- | ------------------------------------------------------------------ | ---------------------------------------------------------------------- | --------------------------------------------------------------------- |
| 500 m          | Joey Cheek                                                         | Dmitri Dorofejew                                                       | Lee Kang-seok                                                         |
| 1000 m         | Shani Davis                                                        | Joey Cheek                                                             | Erben Wennemars                                                       |
| 1500 m         | Enrico Fabris                                                      | Shani Davis                                                            | Chad Hedrick                                                          |
| 5000 m         | Chad Hedrick                                                       | Sven Kramer                                                            | Enrico Fabris                                                         |
| 10.000 m       | Bob de Jong                                                        | Chad Hedrick                                                           | Carl Verheijen                                                        |
| Teamverfolgung | Matteo Anesi Stefano Donagrandi Enrico Fabris Ippolito Sanfratello | Arne Dankers Steven Elm Denny Morrison Jason Parker Justin Warsylewicz | Sven Kramer Rintje Ritsma Mark Tuitert Carl Verheijen Erben Wennemars |

| Konkurrenz     | Gold                                                                                 | Silber                                                                      | Bronze                                                                                              |
| -------------- | ------------------------------------------------------------------------------------ | --------------------------------------------------------------------------- | --------------------------------------------------------------------------------------------------- |
| 500 m          | Swetlana Schurowa                                                                    | Wang Manli                                                                  | Ren Hui                                                                                             |
| 1000 m         | Marianne Timmer                                                                      | Cindy Klassen                                                               | Anni Friesinger                                                                                     |
| 1500 m         | Cindy Klassen                                                                        | Kristina Groves                                                             | Ireen Wüst                                                                                          |
| 3000 m         | Ireen Wüst                                                                           | Renate Groenewold                                                           | Cindy Klassen                                                                                       |
| 5000 m         | Clara Hughes                                                                         | Claudia Pechstein                                                           | Cindy Klassen                                                                                       |
| Teamverfolgung | Daniela Anschütz-Thoms Anni Friesinger Claudia Pechstein Sabine Völker Lucille Weber | Kristina Groves Clara Hughes Cindy Klassen Christine Nesbitt Shannon Rempel | Jekaterina Abramowa Warwara Baryschewa Jekaterina Lobyschewa Galina Lichatschowa Swetlana Wyssokowa |

## Ergebnisse Männer

### 500 m
| Platz | Land | Sportler           | 1. Lauf (s) | 2. Lauf (s) | Gesamtzeit (min) |
| ----- | ---- | ------------------ | ----------- | ----------- | ---------------- |
| 1     | USA  | Joey Cheek         | 34,82       | 34,94       | 1:09,76          |
| 2     | RUS  | Dmitri Dorofejew   | 35,24       | 35,17       | 1:10,41          |
| 3     | KOR  | Lee Kang-seok      | 35,34       | 35,09       | 1:10,43          |
| 4     | JPN  | Yūya Oikawa        | 35,35       | 35,21       | 1:10,56          |
| 5     | CHN  | Yu Fengtong        | 35,39       | 35,29       | 1:10,68          |
| 6     | JPN  | Jōji Katō          | 35,59       | 35,19       | 1:10,78          |
| 7     | CAN  | Mike Ireland       | 35,59       | 35,29       | 1:10,88          |
| 8     | KOR  | Choi Jae-bong      | 35,61       | 35,43       | 1:11,04          |
| 9     | CAN  | Jeremy Wotherspoon | 35,37       | 35,68       | 1:11,05          |
| 10    | FIN  | Pekka Koskela      | 35,58       | 35,51       | 1:11,09          |

Datum: 13. Februar 2006, 15:30 Uhr (1. Lauf), 17:55 Uhr (2. Lauf) 

37 Teilnehmer aus 12 Ländern, alle in der Wertung.
Joey Cheek erreichte in beiden Durchgängen Laufbestzeit und siegte deutlich vor dem Russen Dmitri Dorofejew. Casey FitzRandolph, der Titelverteidiger von Salt Lake City 2002, hatte als Zwölfter mit dem Ausgang des Rennens nichts zu tun.

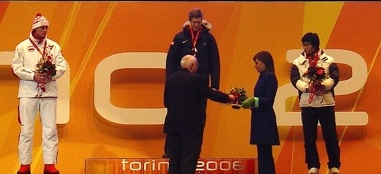
Siegerehrung des 500-Meter-Laufs der Männer

### 1000 m
| Platz | Land | Sportler           | Zeit (min) |
| ----- | ---- | ------------------ | ---------- |
| 1     | USA  | Shani Davis        | 1:08,89    |
| 2     | USA  | Joey Cheek         | 1:09,16    |
| 3     | NED  | Erben Wennemars    | 1:09,32    |
| 4     | KOR  | Lee Kyu-hyeok      | 1:09,37    |
| 5     | NED  | Jan Bos            | 1:09,42    |
| 6     | USA  | Chad Hedrick       | 1:09,45    |
| 7     | RUS  | Jewgeni Lalenkow   | 1:09,46    |
| 8     | NED  | Stefan Groothuis   | 1:09,57    |
| 9     | USA  | Casey FitzRandolph | 1:09,59    |
| 10    | RUS  | Dmitri Dorofejew   | 1:09,74    |

Datum: 18. Februar 2006, 17:00 Uhr 

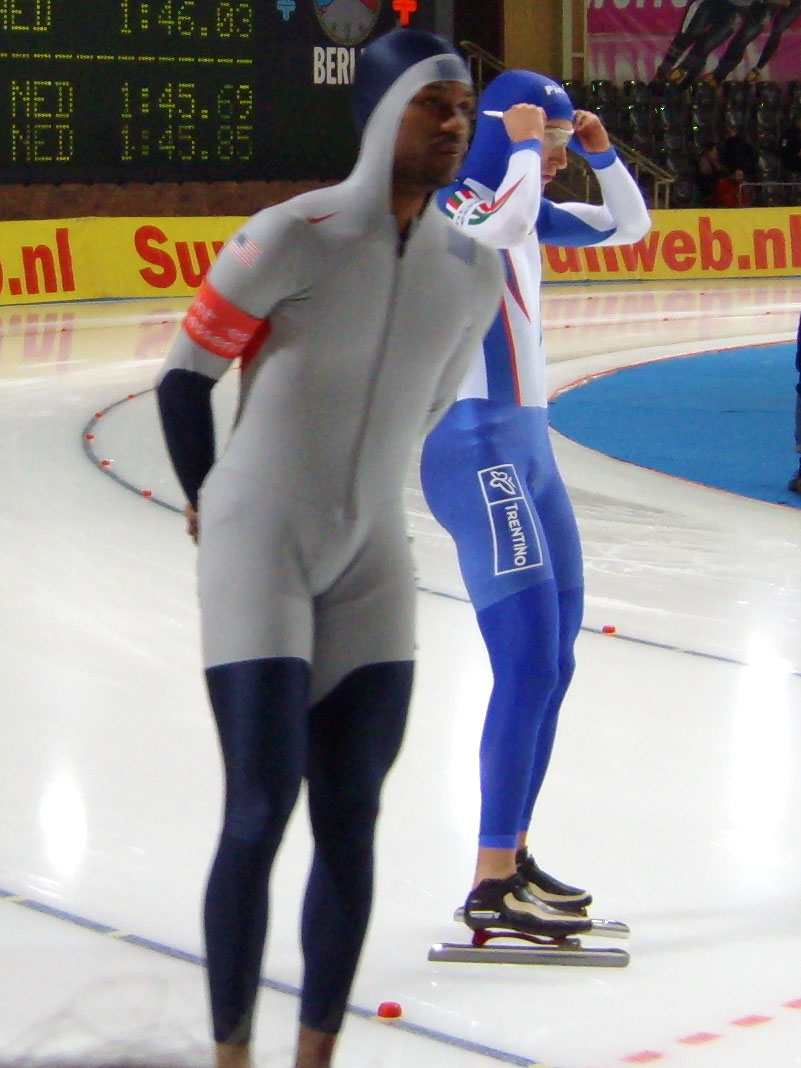
Shani Davis

41 Teilnehmer aus 13 Ländern, 38 in der Wertung.

### 1500 m
| Platz | Land | Sportler              | Zeit (min) |
| ----- | ---- | --------------------- | ---------- |
| 1     | ITA  | Enrico Fabris         | 1:45,97    |
| 2     | USA  | Shani Davis           | 1:46,14    |
| 3     | USA  | Chad Hedrick          | 1:46,22    |
| 4     | NED  | Simon Kuipers         | 1:46,58    |
| 5     | NED  | Erben Wennemars       | 1:46,71    |
| 6     | RUS  | Iwan Skobrew          | 1:46,91    |
| 7     | NOR  | Petter Andersen       | 1:47,15    |
| 8     | NOR  | Mikael Flygind Larsen | 1:47,28    |
| 9     | USA  | Joey Cheek            | 1:47,52    |
| 10    | NOR  | Even Wetten           | 1:47,78    |
|       |      |                       |            |
| 26    | GER  | Stefan Heythausen     | 1:49,58    |
| 31    | GER  | Tobias Schneider      | 1:50,18    |
| 36    | GER  | Robert Lehmann        | 1:51,04    |
| 37    | GER  | Jörg Dallmann         | 1:51,32    |

Datum: 21. Februar 2006, 16:00 Uhr 

41 Teilnehmer aus 14 Ländern, 40 in der Wertung.

### 5000 m
| Platz | Land | Sportler       | Zeit (min) |
| ----- | ---- | -------------- | ---------- |
| 1     | USA  | Chad Hedrick   | 6:14,68    |
| 2     | NED  | Sven Kramer    | 6:16,40    |
| 3     | ITA  | Enrico Fabris  | 6:18,25    |
| 4     | NED  | Carl Verheijen | 6:18,84    |
| 5     | CAN  | Arne Dankers   | 6:21,26    |
| 6     | NED  | Bob de Jong    | 6:22,12    |
| 7     | USA  | Shani Davis    | 6:23,08    |
| 8     | NOR  | Øystein Grødum | 6:24,21    |
| 9     | NOR  | Lasse Sætre    | 6:25,15    |
| 10    | NOR  | Eskil Ervik    | 6:26,91    |

Datum: 11. Februar 2006, 15:30 Uhr 

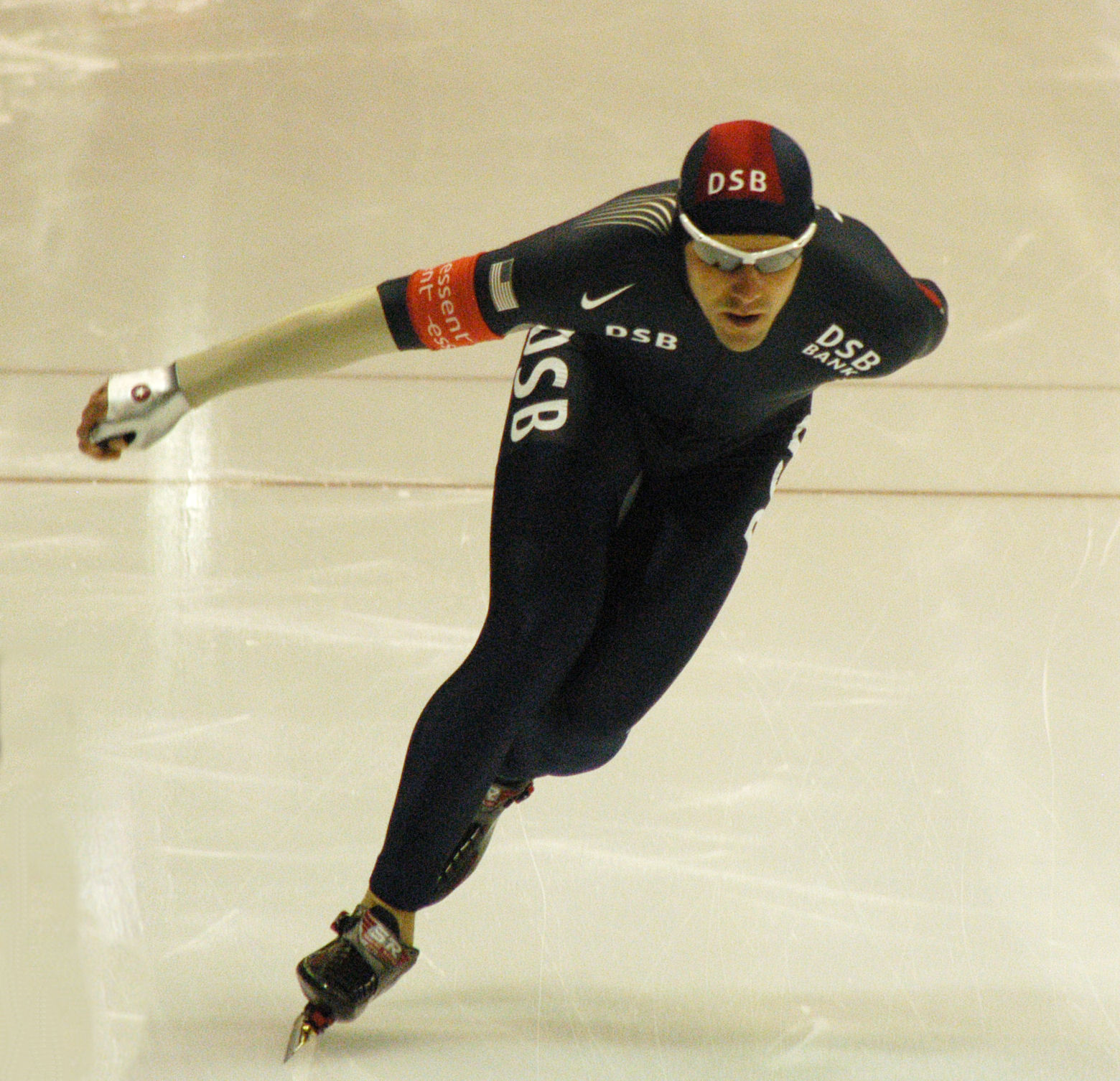
Chad Hedrick

28 Teilnehmer aus 15 Ländern, alle in der Wertung.

### 10.000 m
| Platz | Land | Sportler       | Zeit (min) |
| ----- | ---- | -------------- | ---------- |
| 1     | NED  | Bob de Jong    | 13:01,57   |
| 2     | USA  | Chad Hedrick   | 13:05,40   |
| 3     | NED  | Carl Verheijen | 13:08,80   |
| 4     | NOR  | Øystein Grødum | 13:12,58   |
| 5     | NOR  | Lasse Sætre    | 13:12,93   |
| 6     | RUS  | Iwan Skobrew   | 13:17,54   |
| 7     | NED  | Sven Kramer    | 13:18,14   |
| 8     | ITA  | Enrico Fabris  | 13:21,54   |
| 9     | CAN  | Arne Dankers   | 13:23,55   |
| 10    | SWE  | Johan Röjler   | 13:29,50   |

Datum: 24. Februar, 15:00 Uhr 

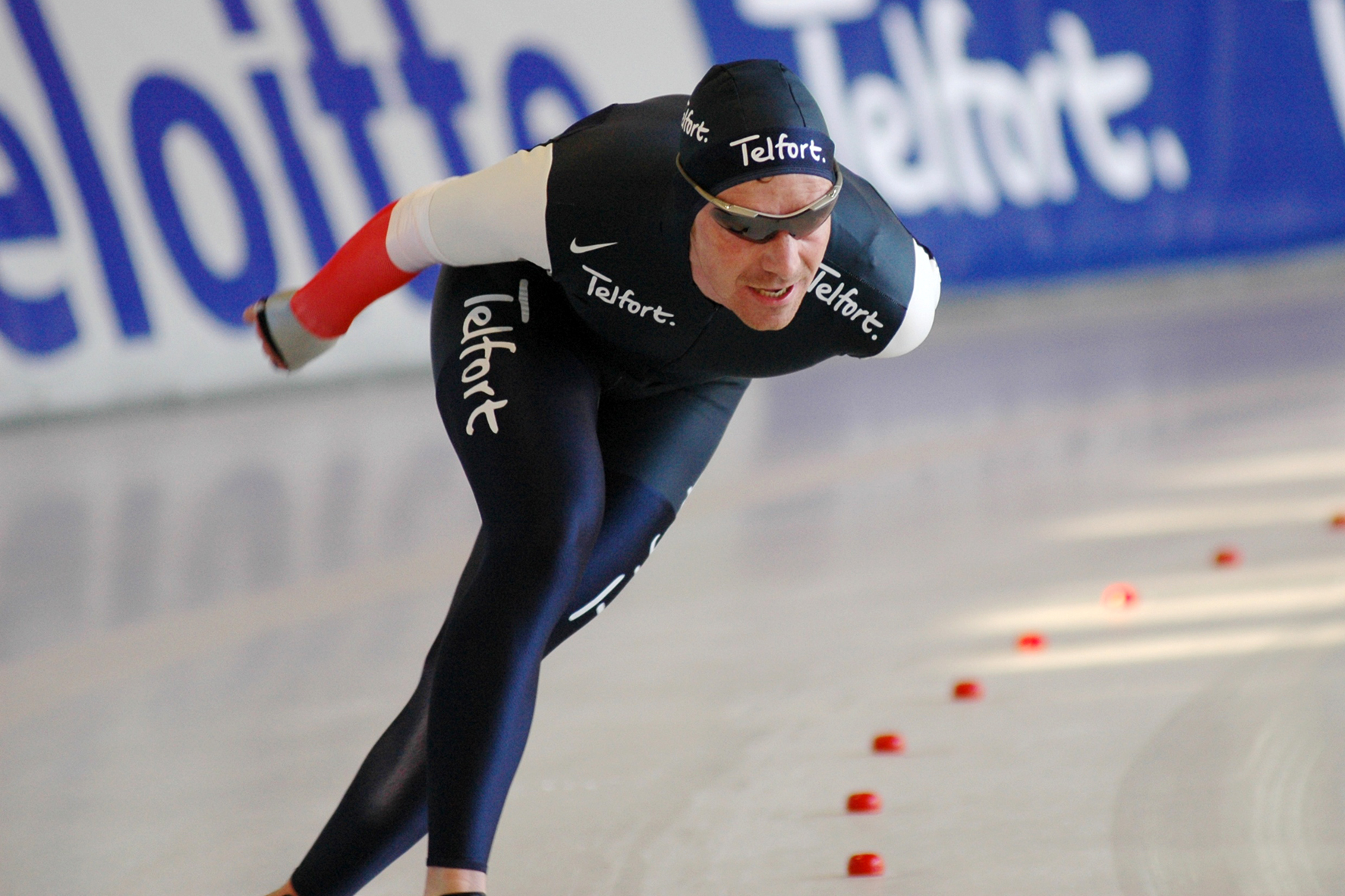
Bob de Jong

16 Teilnehmer aus 8 Ländern, davon 15 in der Wertung.

### Teamverfolgung
| Platz | Land | Sportler                                                                           | Zeit (min) |
| ----- | ---- | ---------------------------------------------------------------------------------- | ---------- |
| 1     | ITA  | Matteo Anesi Enrico Fabris Ippolito Sanfratello (Stefano Donagrandi)               | 3:44,45    |
| 2     | CAN  | Arne Dankers Steven Elm Justin Warsylewicz (Denny Morrison) (Jason Parker)         | 3:47,28    |
| 3     | NED  | Sven Kramer Mark Tuitert Carl Verheijen (Rintje Ritsma) (Erben Wennemars)          | 3:44,53    |
| 4     | NOR  | Håvard Bøkko Eskil Ervik Mikael Flygind Larsen (Øystein Grødum) (Lasse Sætre)      | 3:45,96    |
| 5     | RUS  | Alexander Kibalko Dmitri Schepel Iwan Skobrew (Artem Detyschew) (Jewgeni Lalenkow) | 3:46,91    |
| 6     | USA  | KC Boutiette Charles Leveille Clay Mull (Chad Hedrick) (Derek Parra)               | 3:49,73    |
| 7     | GER  | Stefan Heythausen Robert Lehmann Tobias Schneider (Jörg Dallmann)                  | 3:48,28    |
| 8     | JPN  | Kesato Miyazaki Teruhiro Sugimori Takahiro Ushiyama                                | 3:50,37    |

Datum: 16. Februar 2006, 18:55 Uhr 

Acht Teams waren am Start.

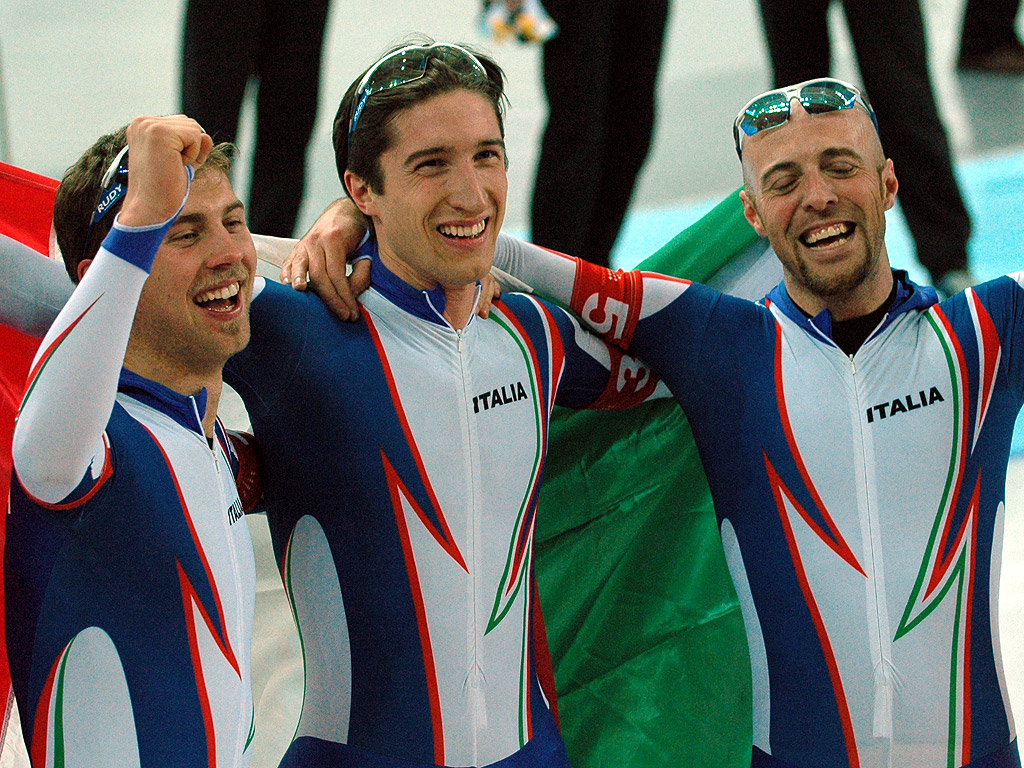
Das italienische Trio nach dem Finallauf: v.l. Anesi, Enrico Fabris, Sanfratello

Die späteren Goldmedaillengewinner aus Italien belegten in der Vorrunde hinter dem kanadischen Team den zweiten Platz. Im Viertelfinale trafen sie deshalb auf den Siebtplatzierten der Vorrunde, die USA. Mit neuem olympischem Rekord distanzierten sie hier die Mitfavoriten um 47 Hundertstel Sekunden. Im Halbfinale profitierten sie von einem Sturz im niederländischen Team. Vor dem Finale fand zwischen Deutschland und Japan der Lauf um Platz 7 und zwischen Russland und den Vereinigten Staaten der Lauf um Platz 5 statt. Im B-Finale lagen die Niederlande vor Norwegen und gewannen damit die Bronzemedaille. Im Finale ließen die Italiener den Kanadiern wenige Chancen und siegten mit fast drei Sekunden Vorsprung.
Das italienische Trio (Anesi, Fabris, Sanfratello) lief mit 3:43,64 min im Viertelfinale olympischen Rekord.

#### Ausscheidungsläufe
Die Vorrunde ist eine reine Zeitrunde und wird für die Setzung im Viertelfinale herangezogen (1 – 8, 2 – 7, 3 – 6, 4 – 5)
| Vorrunde                                              |
| KanadaElm, Dankers, Morrison 3:47,37 (1)              |
| ItalienDonagrandi, Fabris, Sanfratello 3:47,79 (2)    |
| NiederlandeRitsma, Verheijen, Tuitert 3:48,02 (3)     |
| NorwegenErvik, Sætre, Grødum 3:49,55 (4)              |
| DeutschlandSchneider, Lehmann, Heythausen 3:49,59 (5) |
| RusslandKibalko, Detyschew, Skobrew 3:49,75 (6)       |
| Vereinigte StaatenParra, Mull, Leveille 3:51,32 (7)   |
| JapanUshiyama, Sugimori, Miyazaki 4:03,83 (8)         |

|  | Viertelfinale                                  | Viertelfinale                        |                                         |              | Halbfinale | Halbfinale |  |  | A-Finale | A-Finale |
|  |                                                |                                      |                                         |              |            |            |  |  |          |          |
|  | NiederlandeVerheijen, Wennemars, Kramer        | 3:44,65                              |                                         |              |            |            |  |  |          |          |
|  | RusslandSchepel, Lalenkow, Skobrew             | 3:47,49                              |                                         |              |            |            |  |  |          |          |
|  | RusslandSchepel, Lalenkow, Skobrew             | 3:47,49                              | NiederlandeVerheijen, Wennemars, Kramer | DNF          |            |            |  |  |          |          |
|  |                                                |                                      | NiederlandeVerheijen, Wennemars, Kramer | DNF          |            |            |  |  |          |          |
|  |                                                | ItalienFabris, Anesi, Sanfratello    | –                                       |              |            |            |  |  |          |          |
|  | ItalienFabris, Anesi, Sanfratello              | ItalienFabris, Anesi, Sanfratello    | –                                       | 3:43,64 (OR) |            |            |  |  |          |          |
|  | ItalienFabris, Anesi, Sanfratello              |                                      |                                         | 3:43,64 (OR) |            |            |  |  |          |          |
|  | Vereinigte StaatenBoutiette, Hedrick, Leveille | 3:44,11                              |                                         |              |            |            |  |  |          |          |
|  |                                                |                                      | ItalienFabris, Anesi, Sanfratello       | 3:44,46      |            |            |  |  |          |          |
|  |                                                | KanadaElm, Dankers, Warsylewicz      | 3:47,28                                 |              |            |            |  |  |          |          |
|  | NorwegenErvik, Bøkko, Larsen                   | 3:47,81                              |                                         |              |            |            |  |  |          |          |
|  | DeutschlandSchneider, Heythausen, Dallmann     | 3:49,68                              |                                         |              |            |            |  |  |          |          |
|  | DeutschlandSchneider, Heythausen, Dallmann     | 3:49,68                              | NorwegenErvik, Bøkko, Larsen            | 3:47,81      |            |            |  |  |          |          |
|  |                                                |                                      | NorwegenErvik, Bøkko, Larsen            | 3:47,81      |            |            |  |  |          |          |
|  |                                                | KanadaDankers, Morrison, Warsylewicz | 3:44,91                                 |              |            |            |  |  |          |          |
|  | KanadaParker, Morrison, Warsylewicz            | KanadaDankers, Morrison, Warsylewicz | 3:44,91                                 | 3:52,01      |            |            |  |  |          |          |
|  | KanadaParker, Morrison, Warsylewicz            |                                      |                                         | 3:52,01      |            |            |  |  |          |          |
|  | JapanUshiyama, Sugimori, Miyazaki              | 3:53,88                              |                                         |              |            |            |  |  |          |          |

## Ergebnisse Frauen

### 500 m
| Platz | Land | Sportlerin        | 1. Lauf (s) | 2. Lauf (s) | Gesamtzeit (min) |
| ----- | ---- | ----------------- | ----------- | ----------- | ---------------- |
| 1     | RUS  | Swetlana Schurowa | 38,23       | 38,34       | 1:16,57          |
| 2     | CHN  | Wang Manli        | 38,31       | 38,47       | 1:16,78          |
| 3     | CHN  | Ren Hui           | 38,60       | 38,27       | 1:16,86          |
| 4     | JPN  | Tomomi Okazaki    | 38,46       | 38,46       | 1:16,92          |
| 5     | KOR  | Lee Sang-hwa      | 38,69       | 38,35       | 1:17,04          |
| 6     | GER  | Jenny Wolf        | 38,70       | 38,55       | 1:17,25          |
| 7     | CHN  | Wang Beixing      | 38,71       | 38,56       | 1:17,27          |
| 8     | JPN  | Sayuri Ōsuga      | 38,74       | 38,65       | 1:17,39          |
| 9     | JPN  | Sayuri Yoshii     | 38,68       | 38,75       | 1:17,43          |
| 10    | ITA  | Chiara Simionato  | 39,02       | 38,66       | 1:17,68          |
|       |      |                   |             |             |                  |
| 19    | GER  | Judith Hesse      | 39,64       | 39,39       | 1:19,03          |
| 24    | GER  | Pamela Zoellner   | 40,16       | 39,40       | 1:19,56          |

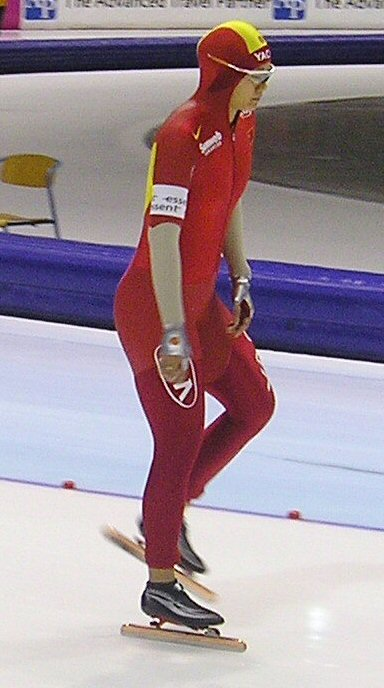
Ren Hui

Datum: 14. Februar 2006, 16:00 Uhr (1. Lauf), 18:00 Uhr (2. Lauf)

30 Teilnehmerinnen aus 10 Ländern, davon 29 in der Wertung. Disqualifiziert: Marianne Timmer (NED).
Schurowa, die sich drei Wochen zuvor den WM-Titel im Sprint gesichert hatte, gewann als erste Russin seit 1968 (Ljudmila Titowa) Olympiagold über 500 m.

### 1000 m
| Platz | Land | Sportlerin          | Zeit (min) |
| ----- | ---- | ------------------- | ---------- |
| 1     | NED  | Marianne Timmer     | 1:16,05    |
| 2     | CAN  | Cindy Klassen       | 1:16,09    |
| 3     | GER  | Anni Friesinger     | 1:16,11    |
| 4     | NED  | Ireen Wüst          | 1:16,39    |
| 5     | CAN  | Kristina Groves     | 1:16,54    |
| 6     | NED  | Barbara de Loor     | 1:16,73    |
| 7     | RUS  | Swetlana Schurowa   | 1:17,13    |
| 8     | POL  | Katarzyna Wójcicka  | 1:17,28    |
| 9     | RUS  | Jekaterina Abramowa | 1:17,33    |
| 10    | USA  | Jennifer Rodriguez  | 1:17,47    |
|       |      |                     |            |
| 21    | GER  | Sabine Völker       | 1:17,97    |
| 22    | GER  | Judith Hesse        | 1:17,98    |
| 30    | GER  | Pamela Zoellner     | 1:19,30    |

Datum: 19. Februar 2006, 17:00 Uhr 

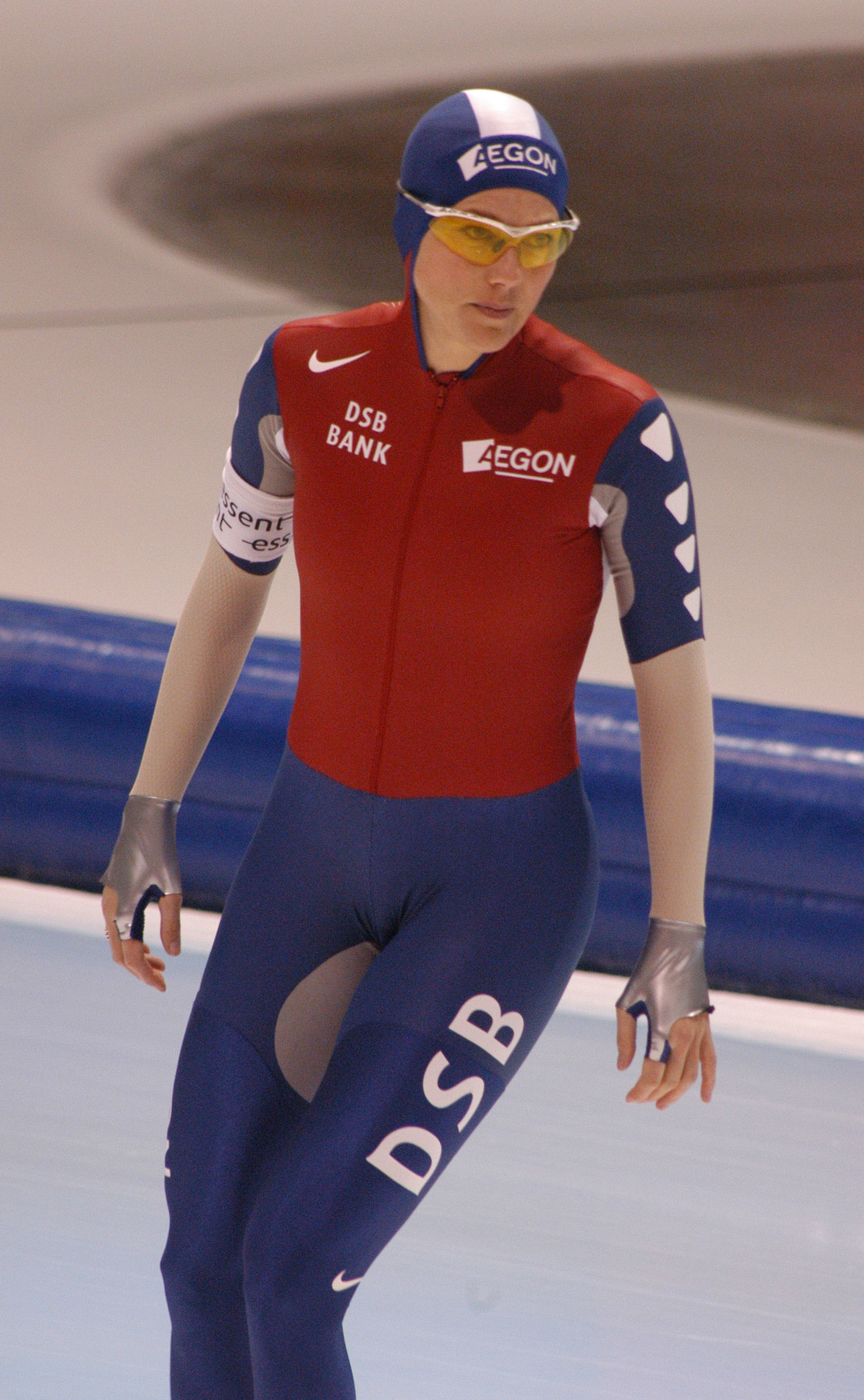
Marianne Timmer

36 Teilnehmerinnen aus 12 Ländern, davon 35 in der Wertung.

### 1500 m
| Platz | Land | Sportlerin             | Zeit (min) |
| ----- | ---- | ---------------------- | ---------- |
| 1     | CAN  | Cindy Klassen          | 1:55,27    |
| 2     | CAN  | Kristina Groves        | 1:56,74    |
| 3     | NED  | Ireen Wüst             | 1:56,90    |
| 4     | GER  | Anni Friesinger        | 1:57,31    |
| 5     | ITA  | Chiara Simionato       | 1:58,76    |
| 6     | RUS  | Jekaterina Lobyschewa  | 1:58,87    |
| 7     | CAN  | Christine Nesbitt      | 1:59,15    |
| 8     | USA  | Jennifer Rodriguez     | 1:59,30    |
| 9     | NED  | Renate Groenewold      | 1:59,15    |
| 10    | GER  | Daniela Anschütz-Thoms | 1:59,74    |
|       |      |                        |            |
| 27    | AUT  | Anna Rokita            | 2:02,19    |
| 30    | GER  | Lucille Weber          | 2:02,75    |

Datum: 22. Februar 2006, 17:00 Uhr 

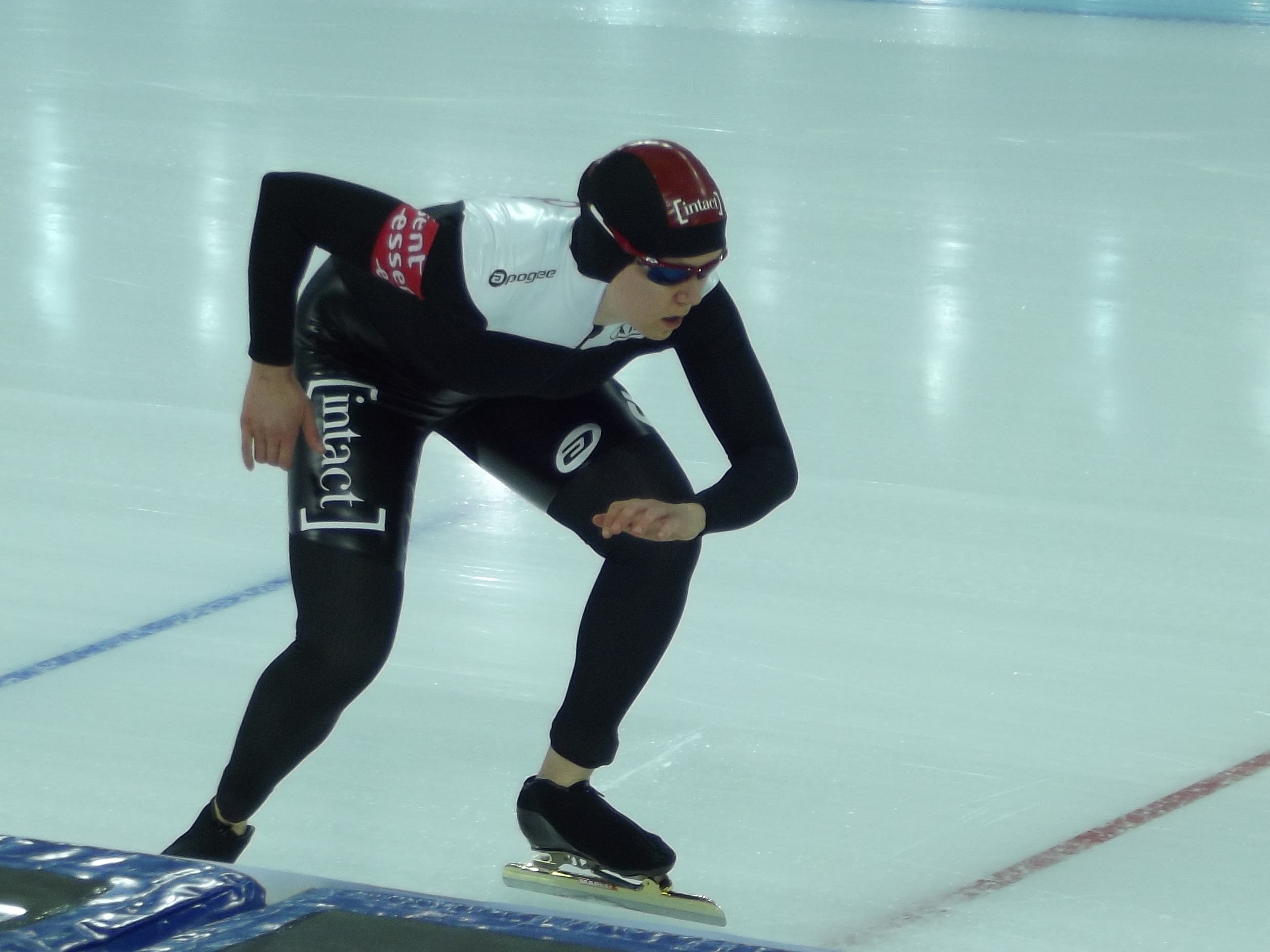
Cindy Klassen

35 Teilnehmerinnen aus 13 Ländern, alle in der Wertung.

### 3000 m
| Platz | Land | Sportlerin             | Zeit (min) |
| ----- | ---- | ---------------------- | ---------- |
| 1     | NED  | Ireen Wüst             | 4:02,43    |
| 2     | NED  | Renate Groenewold      | 4:03,48    |
| 3     | CAN  | Cindy Klassen          | 4:04,37    |
| 4     | GER  | Anni Friesinger        | 4:04,59    |
| 5     | GER  | Claudia Pechstein      | 4:05,54    |
| 6     | GER  | Daniela Anschütz-Thoms | 4:06,89    |
| 7     | CZE  | Martina Sáblíková      | 4:08,42    |
| 8     | CAN  | Kristina Groves        | 4:09,03    |
| 9     | CAN  | Clara Hughes           | 4:09,17    |
| 10    | POL  | Katarzyna Wójcicka     | 4:09,61    |
|       |      |                        |            |
| 16    | AUT  | Anna Rokita            | 4:12,87    |

Datum: 12. Februar 2006, 16:30 Uhr 

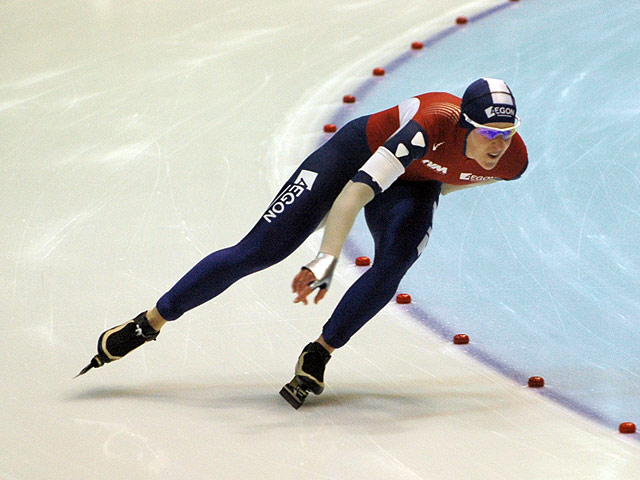
Ireen Wüst

28 Teilnehmerinnen aus 15 Ländern, alle in der Wertung.

### 5000 m
| Platz | Land | Sportlerin             | Zeit (min) |
| ----- | ---- | ---------------------- | ---------- |
| 1     | CAN  | Clara Hughes           | 6:59,07    |
| 2     | GER  | Claudia Pechstein      | 7:00,08    |
| 3     | CAN  | Cindy Klassen          | 7:00,57    |
| 4     | CZE  | Martina Sáblíková      | 7:01,38    |
| 5     | GER  | Daniela Anschütz-Thoms | 7:02,82    |
| 6     | CAN  | Kristina Groves        | 7:03,95    |
| 7     | USA  | Catherine Raney        | 7:04,91    |
| 8     | NOR  | Maren Haugli           | 7:06,08    |
| 9     | NED  | Renate Groenewold      | 7:11,32    |
| 10    | NED  | Carien Kleibeuker      | 7:12,18    |
|       |      |                        |            |
| 12    | AUT  | Anna Rokita            | 7:16,75    |
| 14    | GER  | Lucille Weber          | 7:18,06    |

Datum: 25. Februar 2006, 16:30 Uhr 

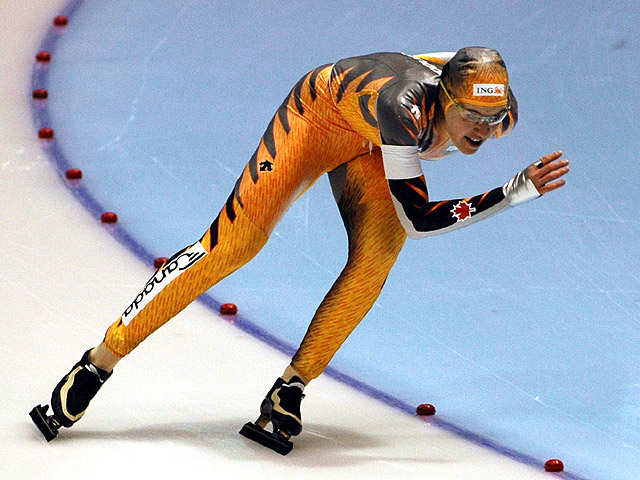
Clara Hughes

16 Teilnehmerinnen aus 10 Ländern, alle in der Wertung.

### Teamverfolgung
| Platz | Land | Sportlerinnen                                                                                           | Zeit (min) |
| ----- | ---- | --- | ---------- |
| 1     | GER  | Daniela Anschütz-Thoms Anni Friesinger Claudia Pechstein (Sabine Völker) (Lucille Opitz)                | 3:01,26    |
| 2     | CAN  | Kristina Groves Clara Hughes Christine Nesbitt (Cindy Klassen) (Shannon Rempel)                         | 3:02,91    |
| 3     | RUS  | Jekaterina Abramowa Jekaterina Lobyschewa Swetlana Wyssokowa (Warwara Baryschewa) (Galina Lichatschowa) | –          |
| 4     | JPN  | Eriko Ishino Hiromi Ōtsu Maki Tabata (Nami Nemoto)                                                      | DNF        |
| 5     | USA  | Catherine Raney Margaret Crowley Maria Lamb (Jennifer Rodriguez) (Amy Sannes)                           | 3:04,22    |
| 6     | NED  | Gretha Smit Paulien van Deutekom Ireen Wüst (Renate Groenewold) (Moniek Kleinsman)                      | 3:05,62    |
| 7     | NOR  | Annette Bjelkevik Hedvig Bjelkevik Maren Haugli                                                         | 3:06,20    |
| 8     | CHN  | Ji Jia Wang Fei Zhang Xiaolei                                                                           | 3:06,91    |

Datum: 16. Februar 2006, 18:38 Uhr 

Acht Teams waren am Start.
Vor dem Finale fand zwischen Norwegen und China der Lauf um Platz 7 und zwischen den Niederlanden und den Vereinigten Staaten der Lauf um Platz 5 statt. Im B-Finale wurde die japanische Mannschaft von der russischen Mannschaft überrundet und konnte damit die Bronzemedaille frühzeitig für sich entscheiden.
Das kanadische Trio (Groves, Nesbitt, Klassen) lief mit 3:01,24 min im Viertelfinale olympischen Eisschnelllaufrekord.

#### Ausscheidungsläufe
Die Vorrunde ist eine reine Zeitrunde und wird für die Setzung im Viertelfinale herangezogen (1 – 8, 2 – 7, 3 – 6, 4 – 5).
|  | Viertelfinale                              | Viertelfinale                               |                                            |         | Halbfinale | Halbfinale |  |  | A-Finale | A-Finale |
|  |                                            |                                             |                                            |         |            |            |  |  |          |          |
|  | Niederlandevan Deutekom, Wüst, Groenewold  | 3:03,65                                     |                                            |         |            |            |  |  |          |          |
|  | DeutschlandFriesinger, Pechstein, Anschütz | 3:01,52                                     |                                            |         |            |            |  |  |          |          |
|  | DeutschlandFriesinger, Pechstein, Anschütz | 3:01,52                                     | DeutschlandFriesinger, Pechstein, Anschütz | 3:02,72 |            |            |  |  |          |          |
|  |                                            |                                             | DeutschlandFriesinger, Pechstein, Anschütz | 3:02,72 |            |            |  |  |          |          |
|  |                                            | JapanTabata, Nemoto, Ishino                 | 3:05,95                                    |         |            |            |  |  |          |          |
|  | NorwegenH. Bjelkevik, A. Bjelkevik, Haugli | JapanTabata, Nemoto, Ishino                 | 3:05,95                                    | DNF     |            |            |  |  |          |          |
|  | NorwegenH. Bjelkevik, A. Bjelkevik, Haugli |                                             |                                            | DNF     |            |            |  |  |          |          |
|  | JapanTabata, Otsu, Ishino                  | –                                           |                                            |         |            |            |  |  |          |          |
|  |                                            |                                             | DeutschlandFriesinger, Pechstein, Anschütz | 3:01,25 |            |            |  |  |          |          |
|  |                                            | KanadaGroves, Hughes, Nesbitt               | 3:02,91                                    |         |            |            |  |  |          |          |
|  | KanadaGroves, Nesbitt, Klassen             | 3:01,24 (OR)                                |                                            |         |            |            |  |  |          |          |
|  | Vereinigte StaatenRaney, Lamb, Rodriguez   | 3:04,59                                     |                                            |         |            |            |  |  |          |          |
|  | Vereinigte StaatenRaney, Lamb, Rodriguez   | 3:04,59                                     | KanadaGroves, Hughes, Klassen              | 3:02,13 |            |            |  |  |          |          |
|  |                                            |                                             | KanadaGroves, Hughes, Klassen              | 3:02,13 |            |            |  |  |          |          |
|  |                                            | RusslandWyssokowa, Baryschewa, Lichatschowa | 3:07,42                                    |         |            |            |  |  |          |          |
|  | RusslandAbramowa, Lobyschewa, Lichatschowa | RusslandWyssokowa, Baryschewa, Lichatschowa | 3:07,42                                    | 3:05,93 |            |            |  |  |          |          |
|  | RusslandAbramowa, Lobyschewa, Lichatschowa |                                             |                                            | 3:05,93 |            |            |  |  |          |          |
|  | Volksrepublik ChinaWang, Zhang, Ji         | 3:08,29                                     |                                            |         |            |            |  |  |          |          |